# Murphy USA

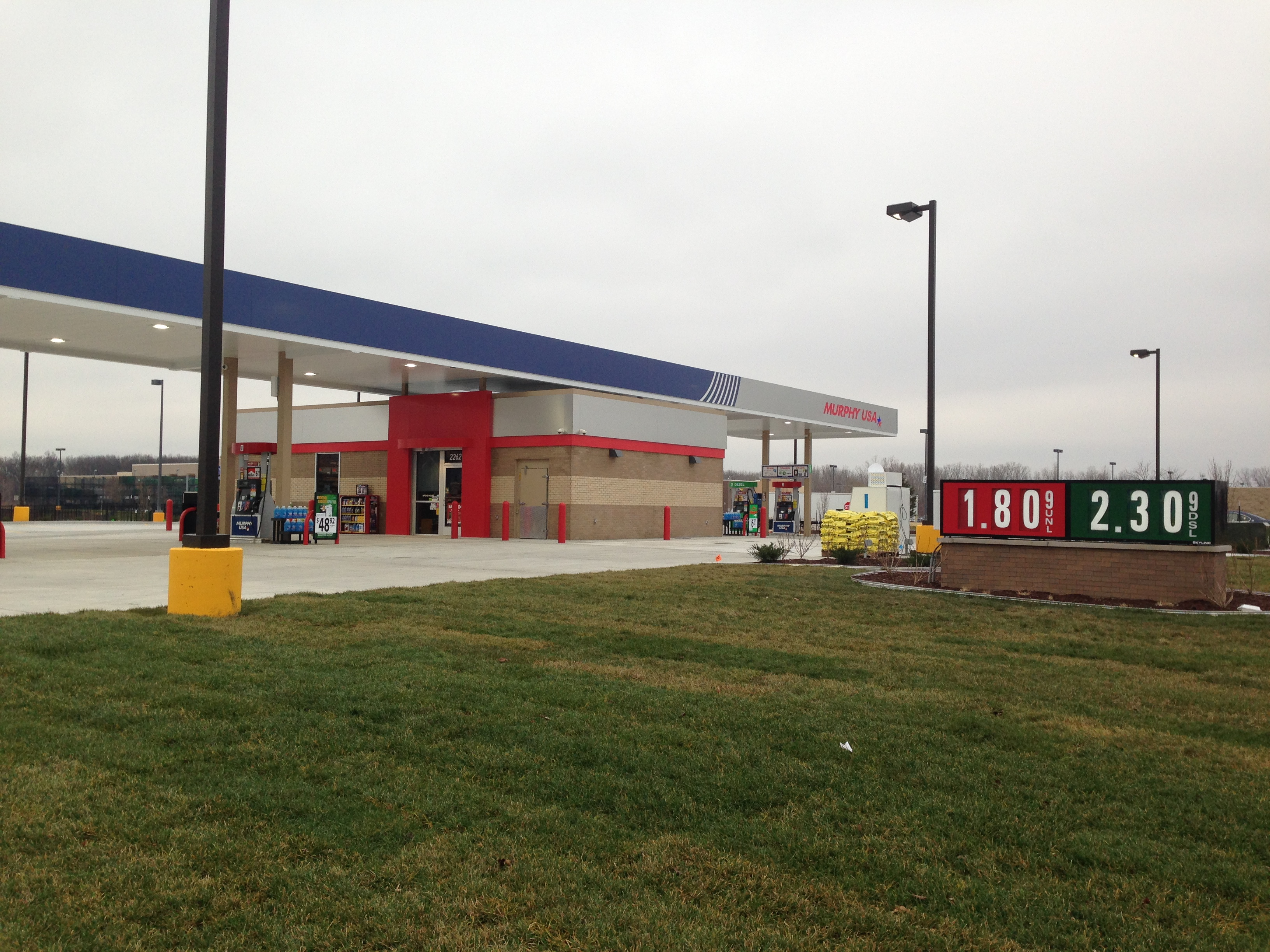
Tankstelle von Murphy USA

Murphy USA ist ein US-amerikanischer Tankstellenbetreiber mit Sitz in El Dorado, Arkansas. Das Unternehmen betreibt über 1470 Tankstellen in 26 Bundesstaaten der USA, von denen sich über 1100 in unmittelbarer Nähe zu Walmart-Standorten befinden. Nach eigenen Angaben hat Murphy USA täglich rund 1,6 Millionen Kunden.
Das Unternehmen entstand 2013 durch ein spin-off der Downstream-Sparte von Murphy Oil.